# Manuel Fernández de Córdoba y de la Cerda
Manuel Luis Fernández de Córdoba-Figueroa y de la Cerda (Zafra, 25 de desembre de 1679-Madrid, 11 de juny de 1700) va ser un aristòcrata castellà, VIII duc de Feria i marquès de Priego.

## Biografia
Era fill de Luis Mauricio Fernández de Córdoba i Feliche de la Cerda. Va heretar els estats patrimonials familiars a la mort del seu pare el 1690, als 10 anys, quedant sota tutela de la seva mare. Només quedà fora de l'herència el marquesat de Celada, traspassat el 1686 pel seu pare a Diego Benítez de Lugo i la seva dona, nobles de la Orotava, a Tenerife.
No es va casar ni va tenir descendència, a la seva mort no va arribar a sobreviure a la seva mare. A causa d'això, els títols i estats de la casa de Priego van passar al seu germà Nicolás, que a més va esdevenir hereu dels Medinaceli a través de la seva mare, fet que va suposar de la unió d'ambdues cases i, per tant, l'engrossiment del patrimoni familiar.
El 9 de febrer de 1698 va ser nomenat cavaller del Toisó d'Or i investit amb el corresponent collar de l'orde pel rei Carles II.
Va morir amb només vint anys a la seva casa del carrer de Caballero de Gracia, a Madrid, i enterrat al convent de la Merced Calzada, de la mateixa ciutat.

## Títols
Va ostentar els següents títols nobiliaris:
De 1679 a 1700:
- VI Marquès de Montalbán
- VI Marquès de Villalba

De 1690 a 1700:
- VIII Duc de Feria
- VIII Marquès de Priego
- VI Marquès de Villafranca